# Tipula inflexa
Espèce
Tipula inflexa est une espèce fossile d'insectes diptères de la famille des Tipulidae, de la sous-famille des Tipulinae et du genre Tipula.

## Classification
Elle est décrite en 1937 par le paléontologue français Nicolas Théobald (1903-1981) dans sa thèse,. 

### Fossiles
L'holotypes de l'ère Cénozoïque, et de l'époque Oligocène (33,9 à 23,03 Ma) fait partie de la collection de l'Institut géologique de Marseille  et vient du gypse d'Aix-en-Provence. En 2023, l'holotype MNHN.F.R07709 est conservé par le muséum national d'histoire naturelle de Paris

### Étymologie
L'épithète spécifique inflexa signifie en latin « penché ».

## Description

### Caractères
La diagnose de Nicolas Théobald en 1937, : 

« Insecte au corps brun noirâtre ; pattes grêles, finement velues ; ailes à nervation typique du g. Tipula ; ailes immaculées ; abdomen cylindrique.. »

### Dimensions
La longueur totale est de 10,5 mm, la tête a une longueur de 1,2 mm et une largeur de 1,2 mm, le thorax a une longueur de 2,6 mm et une largeur de 2 mm, l'abdomen a une longueur de 6,8 mm et une largeur de 1,2 mm, les ailes une longueur de 12 mm et une largeur de 3 mm, les balanciers une longueur de 1,5 mm.

### Affinités
« Taille nettement inférieure aux formes précédentes et à celles de Célas ou de Kleinkembs. ».

## Biologie
« Les Tipules vivent dans les prairies, les marais, les bois humides. Un minimum d'humidité du sol est nécessaire au développement des larves. Ce genre est universellement répandu. ».

## Galerie

Quatre autres espèces fossiles de Tipula en 1937 selon N. Th.
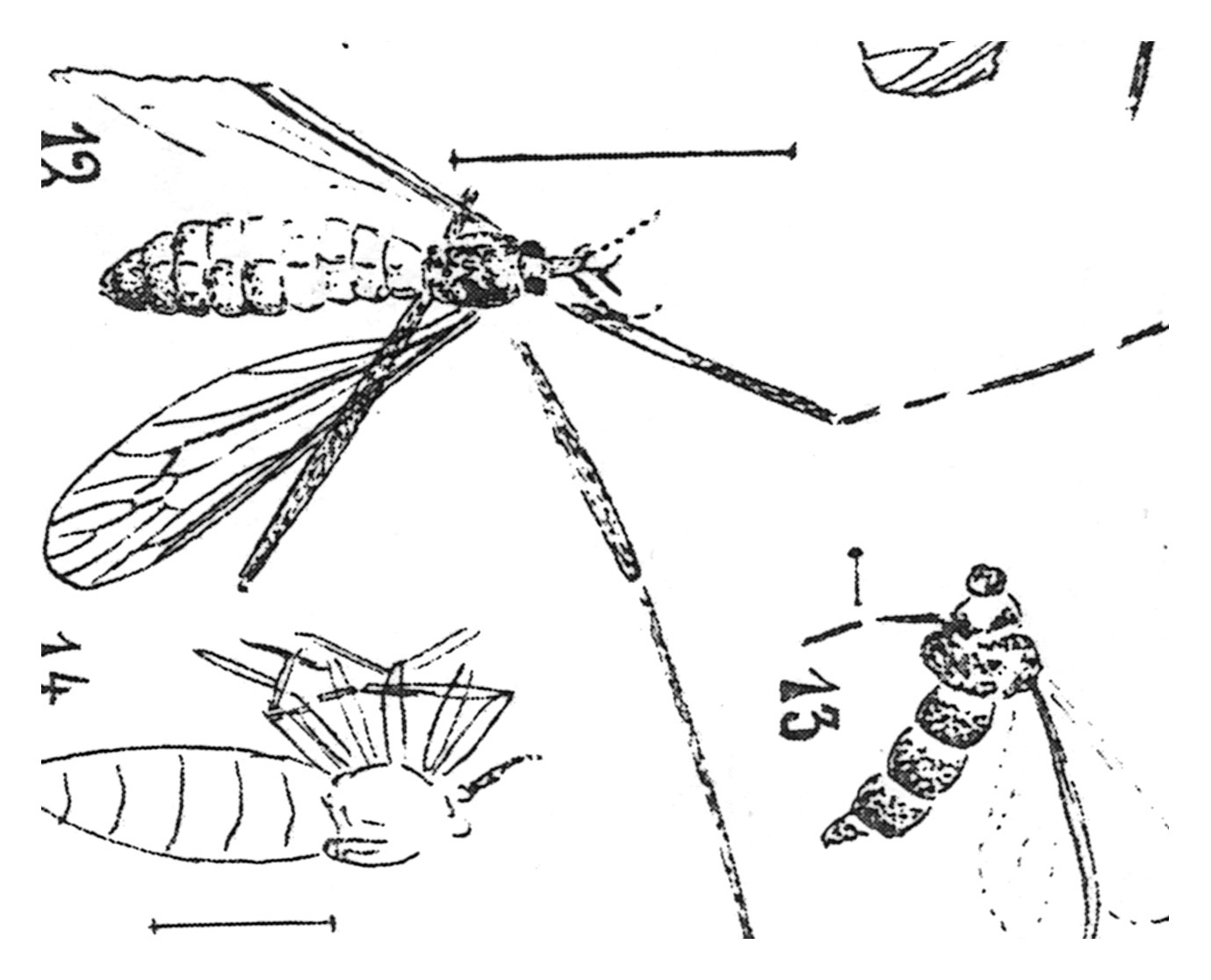
Tipula indura : fig 12 selon Nicolas Théobald 1937  holotype éch. C49 fig 12; p145 pl. XI Insectes du Sannoisien du Gard
- Tipula marioni 1937 Nicolas Théobald holotype éch. C48 x1,5; p144 pl. XI Insectes du Sannoisien du Gard
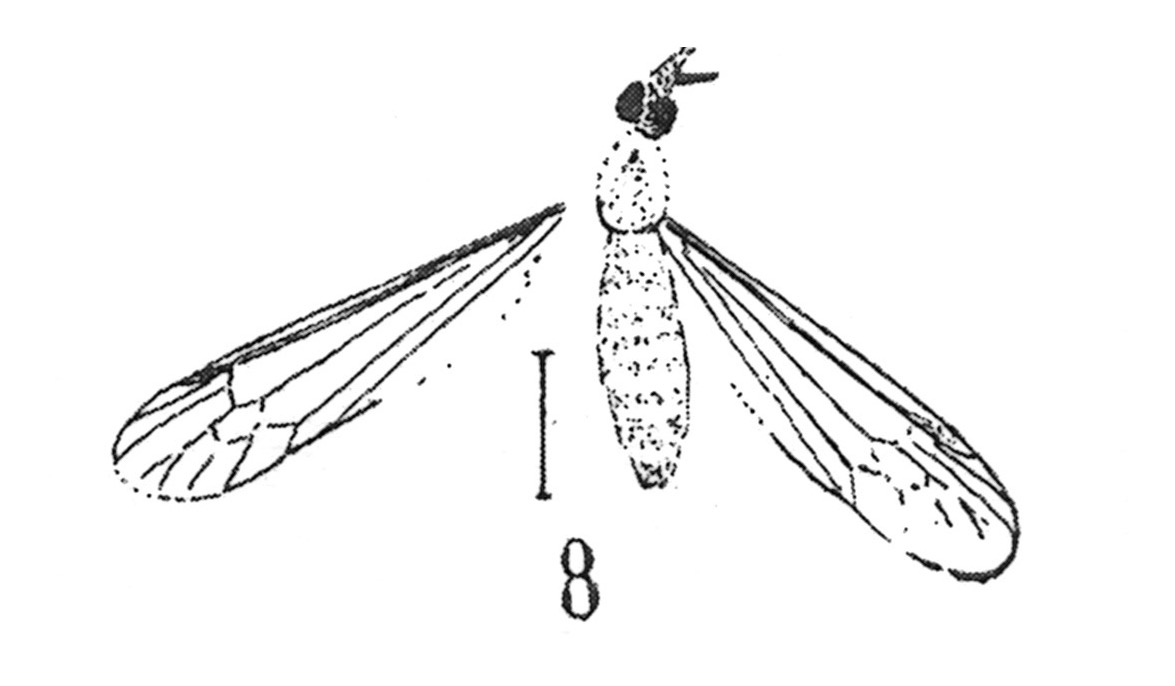
Tipula marioni 1937 Nicolas Théobald éch. R157 x1,3; p239 pl. XVIII Diptères du Sannoisien de Kleinkembs
- Aile de Tipula miegi 1937 Nicolas Théobald holotype éch. R974 x4,5; p238 pl. XVIII Diptères du Sannoisien de Kleinkembs
- Tipula miegi 1937 Nicolas Théobald holotype éch. R974 x4,5; p238 pl. XVIII Diptères du Sannoisien de Kleinkembs
- Tipula minima N. Théobald 1937 holotype éch. R1018 x 3; p.237 Diptères du Sannoisien de Kleinkembs

- Larve.
- Tête de Tipulidae.

### Publication originale
- [1937] Nicolas Théobald, « Les insectes fossiles des terrains oligocènes de France 473 p., 17 fig., 7 cartes,13 tables, 29 planches hors texte », Bulletin Mensuel de la Société des Sciences de Nancy et Mémoires de la Société des sciences de Nancy, Imprimerie G. Thomas,‎ 1937, p. 1-473 (ISSN 1155-1119 et 2263-6439, OCLC 786027547). .